# Малюр білокрилий
Малюр білокрилий (Malurus leucopterus) — вид горобцеподібних птахів з родини малюрових (Maluridae).

## Поширення
Ендемік Австралії. Поширений в посушливих та напівпосушливих регіонах. Мешкає у пустелях та сухих скребах.

## Опис
Дрібний птах, завдовжки 11-13 см, вагою 7-11 г. Птах має довгий, тонкий хвіст синього кольору, який утримує у вертикальному положенні відносно тіла. Довжиною близько 6,25 см хвостові пір'їни мають білі контури, які зникають з зносом Самиця пісочно-коричневого кольору з блакитним хвостом і рожево-жовтим дзьобом. Самець в шлюбному оперенні має темно-синє забарвлення, білі крила та чорний дзьоб. Самець у позашлюбному оперенні схожий на самицю, і відрізняється темним дзьобом.

## Підвиди
- M. l. leucopterus Dumont, 1824. Ендемік острова Дерк-Хартог[3][4][5]
- M. l. edouardi Campbell, A.J, 1901. Ендемік острова Барроу, also off the western coast of Australia.[3] Birds of this subspecies are larger than those of the nominate subspecies but have a shorter tail. The female has a more cinnamon tinge to her plumage than the grey-brown of the other two subspecies.[4][6]
- M. l. leuconotus Gould, 1865 Поширений в материковій Австралії.[4]